# Hobbit: Femhäraslaget
Hobbit: Femhäraslaget är en episk fantasy- och äventyrsfilm i regi av Peter Jackson. Den är den tredje delen i den tredelade filmatiseringen av J.R.R. Tolkiens bok Bilbo – En hobbits äventyr från 1937, som tog sin början i filmen En oväntad resa (2012) och fortsatte i Smaugs ödemark (2013) som var en film som byggde upp denna film. De tre filmerna utgör tillsammans en prequel till Jacksons tidigare filmtrilogi om Härskarringen.
Handlingen fortsätter efter händelserna i Smaugs ödemark, där man efter en episk strid mot draken Smaug i dvärgarnas kungadöme Erebor lockar ut besten som då är på väg att attackera Sjöstaden. I filmen medverkar bland annat skådespelarna Ian McKellen som  trollkarlen Gandalf, Martin Freeman som Hobbiten Bilbo Bagger, Richard Armitage som ledaren av dvärgarna, Thorin Ekenskölde, Evangeline Lilly som den tuffa alven Tauriel, Lee Pace som Alv-kungen Thranduil, Luke Evans som Bard Bågskytten, Benedict Cumberbatch som draken Smaug, Orlando Bloom som Alvkungens son, Legolas. Filmen inkluderar även Cate Blanchett som Galadriel, Christopher Lee som Saruman och Hugo Weaving som Elrond.
Filmen hade från början bekräftats med titeln Bort och hem igen (There and Back Again), vilket syftar på bokens originaltitel. Under april 2014 meddelade Jackson att titeln hade ändrats.

## Rollista (i urval)
Ytterligare information: Hobbit-filmseriens rollista
- Martin Freeman och Ian Holm som Bilbo Bagger[2]
- Ian McKellen som Gandalf[2]
- Richard Armitage som Thorin Ekensköld[2]
- Evangeline Lilly som Tauriel[2]
- Orlando Bloom som Legolas
- Luke Evans som Bard
- Lee Pace som Thranduil[3]
- Benedict Cumberbatch som Smaug/Andebesvärjaren[2]
- Ken Stott som Balin
- James Nesbitt som Bofur[3]
- Cate Blanchett som Galadriel[2]
- Christopher Lee som Saruman
- Hugo Weaving som Elrond
- Aidan Turner som Kíli[3]
- Dean O'Gorman som Fíli
- Billy Connolly som Dáin
- Stephen Fry som Mästaren av Sjöstad
- Ryan Gage som Alfrid
- Sylvester McCoy som Radagast
- Mikael Persbrandt som Beorn
- Graham McTavish som Dvalin
- Mark Hadlow som Dori
- Jed Brophy som Nori
- Adam Brown som Ori
- John Callen som Óin
- Peter Hambleton som Glóin
- William Kircher som Bifur
- Stephen Hunter som Bombur
- Manu Bennett som Azog
- John Tui som Bolg
- John Bell som Bain
- Simon London som Feren
- Robin Kerr som Elros